# Férfi kenu kettes 500 méter az 1992. évi nyári olimpiai játékokon
Az 1992. évi nyári olimpiai játékokon a kajak-kenu férfi kenu kettes 500 méteres versenyszámát augusztus 3. és 7. között rendezték Castelldefels-ben.

## Versenynaptár
| Dátum                      | Forduló  |
| -------------------------- | -------- |
| 1992. augusztus 3., hétfő  | Előfutam |
| 1992. augusztus 5., szerda | Elődöntő |
| 1992. augusztus 7., péntek | Döntő    |

## Eredmények
Az időeredmények másodpercben értendők. A rövidítések jelentése a következő:
- Q: továbbjutás helyezés alapján
- q: továbbjutás időeredmény alapján

### Előfutamok
Az előfutamokból az első két helyezett automatikusan a döntőbe jutott, a többiek az elődöntőbe kerültek.
| Helyezés | Név                                       | Nemzet                  | Idő      | Mj       |
| 1. futam | 1. futam                                  | 1. futam                | 1. futam | 1. futam |
| -------- | ----------------------------------------- | ----------------------- | -------- | -------- |
| 1.       | Gheorghe Andriev Nikolaï Juravschi        | Románia (ROU)           | 1:43,89  | Q        |
| 2.       | Martin Marinov Blagoveszt Sztojanov       | Bulgária (BUL)          | 1:44,00  | Q        |
| 3.       | Didier Hoyer Oliver Boivin                | Franciaország (FRA)     | 1:44,46  |          |
| 4.       | Alekszandr Maszejkov Dimitrij Dovgalenkov | Egyesített Csapat (EUN) | 1:45,25  |          |
| 5.       | Arne Nielsson Christian Frederiksen       | Dánia (DEN)             | 1:49,58  |          |
| 6.       | Juan Aballí Fernando Zamora               | Kuba (CUB)              | 1:53,50  |          |
| 7.       | José Martínez José Ramón Ferrer           | Mexikó (MEX)            | 1:55,50  |          |
| 8.       | Tójama Kacuja Ucsino Cunehisza            | Japán (JPN)             | 1:55,69  |          |
| 2. futam |                                           |                         |          |          |
| 1.       | Ulrich Papke Ingo Spelly                  | Németország (GER)       | 1:40,53  | Q        |
| 2.       | Pálizs Attila Kolonics György             | Magyarország (HUN)      | 1:41,71  | Q        |
| 3.       | Jan Bartůnĕk Waldemar Fibigr              | Csehszlovákia (TCH)     | 1:42,42  |          |
| 4.       | Larry Cain David Frost                    | Kanada (CAN)            | 1:43,12  |          |
| 5.       | Narcisco Suárez Enrique Míguez            | Spanyolország (ESP)     | 1:43,63  |          |
| 6.       | Stewart Carr Jim Terrell                  | Egyesült Államok (USA)  | 1:46,85  |          |
| 7.       | Tomasz Darski Andrzej Sołoducha           | Lengyelország (POL)     | 1:46,93  |          |

### Elődöntő
Az elődöntő futamaiból az első két helyezett, valamint a legjobb időt elérő harmadik helyezett jutott a döntőbe.
| Helyezés | Név                                       | Nemzet                  | Idő      | Mj       |
| 1. futam | 1. futam                                  | 1. futam                | 1. futam | 1. futam |
| -------- | ----------------------------------------- | ----------------------- | -------- | -------- |
| 1.       | Alekszandr Maszejkov Dimitrij Dovgalenkov | Egyesített Csapat (EUN) | 1:40,74  | Q        |
| 2.       | Arne Nielsson Christian Frederiksen       | Dánia (DEN)             | 1:41,58  | Q        |
| 3.       | Jan Bartůnĕk Waldemar Fibigr              | Csehszlovákia (TCH)     | 1:42,18  | q        |
| 4.       | José Martínez José Ramón Ferrer           | Mexikó (MEX)            | 1:46,55  |          |
| 5.       | Stewart Carr Jim Terrell                  | Egyesült Államok (USA)  | 1:46,62  |          |
| 6.       | Tójama Kacuja Ucsino Cunehisza            | Japán (JPN)             | 1:47,58  |          |
| 2. futam |                                           |                         |          |          |
| 1.       | Didier Hoyer Oliver Boivin                | Franciaország (FRA)     | 1:42,09  | Q        |
| 2.       | Larry Cain David Frost                    | Kanada (CAN)            | 1:42,35  | Q        |
| 3.       | Tomasz Darski Andrzej Sołoducha           | Lengyelország (POL)     | 1:42,72  |          |
| 4.       | Narcisco Suárez Enrique Míguez            | Spanyolország (ESP)     | 1:42,82  |          |
| 5.       | Juan Aballí Fernando Zamora               | Kuba (CUB)              | 1:43,04  |          |

### Döntő
| Helyezés | Név                                       | Nemzet                  | Idő     | Mj |
| -------- | ----------------------------------------- | ----------------------- | ------- | -- |
| Arany    | Alekszandr Maszejkov Dimitrij Dovgalenkov | Egyesített Csapat (EUN) | 1:41,54 |    |
| Ezüst    | Ulrich Papke Ingo Spelly                  | Németország (GER)       | 1:41,68 |    |
| Bronz    | Martin Marinov Blagoveszt Sztojanov       | Bulgária (BUL)          | 1:41,94 |    |
| 4.       | Gheorghe Andriev Nikolaï Juravschi        | Románia (ROU)           | 1:42,84 |    |
| 5.       | Arne Nielsson Christian Frederiksen       | Dánia (DEN)             | 1:42,92 |    |
| 6.       | Didier Hoyer Oliver Boivin                | Franciaország (FRA)     | 1:43,04 |    |
| 7.       | Pálizs Attila Kolonics György             | Magyarország (HUN)      | 1:43,27 |    |
| 8.       | Jan Bartůnĕk Waldemar Fibigr              | Csehszlovákia (TCH)     | 1:44,70 |    |
| 9.       | Larry Cain David Frost                    | Kanada (CAN)            | 1:45,76 |    |